# Руїни бога (роман)
«Руїни бога» (англ. A God in Ruins) — друга книга британської письменниці Кейт Аткінсон з серії «Todd Family», яку вона називає «companion piece», тобто «супутником», «композицією», а не продовженням свого попереднього роману «Життя за життям». Книгу вперше опублікувало видавництво «Little, Brown and Company» 5 травня 2015 року. Українською мовою її переклала Ярослава Стріха й опублікувало 2018 року видавництво «Наш Формат».

## Огляд книги
Книга починається з короткого уявленням про Тедді Тодда (молодшого брата Урсули Тодд, яка була головним персонажем попереднього роману «Життя за життям») як про пілота бомбардувальника у Другій світовій війні, потім розповідається про події у дитинстві та про життя його дитини та онуків, часом порівнюючи його спогади з подіями в житті членів його сім'ї. Роман про життя Тедді Тодда — це історія війни та її наслідків.
Події розгортаються не у хронологічному порядку, розповідь рухається вперед і назад у часі, так що розділ про дитинство Тедді у 1925 році поряд з фрагментом дитинства його онуків у 1980-х роках, перед тим, як стрибнути назад до 1947 року, коли Тедді та його дружина Ненсі намагаються змиритися з наслідками війни.
Це навмисний зрив хронології дозволяє Кейт Аткінсон розкривати своїх героїв у проблисках протягом всього роману, при цьому утримуючи важливу інформацію, яка створює таємниці основної історії. Ми дивуємось, чому єдина дочка Тедді, Віола, настільки гнівається і рішуче прагне покарати його у своєму дорослому житті? Набагато пізніше відкриваємо цю таємницю.
Як пілот-бомбардувальник RAF Тедді знав про свої шанси на виживання, тому рано підготувався до смерті. Проте, після польотів він повертається знову та знову. Завершивши виліт за обов'язком служби, він підписується на інший. Розраховуючи на його удачу, чоловіки змагаються за місце в його екіпажі.
Після війни Тедді одружився з Ненсі, яка з дитинства була його коханою, і у них народилась дитина — Віола. Ненсі померла від раку мозку, коли Віола була ще маленькою. Хоча Ненсі й мала намір припинити своє життя, поки все ще була в змозі, вона цього не зробила. Замість цього вона наполягала, щоб Тедді допоміг їй померти. Віола ніколи не казала, що стала свідком цього, вона ніколи не оговталася від втрати матері, але завжди ненавиділа батька. Проте, як гідний батько, Тедді відмовився від своїх поетичних та беззмістовних прогулянок на природі, переїхав у заміський котедж і виховував своє єдине дитя. Роками пізніше він також піклувався про дітей Віоли та був благословенний онукою, яка щиро та безмірно любила його.
Наприкінці книги, під кінець тривалого життя Тедді, коли він став надто слабким, щоб щось робити, крім як згадувати минуле, він згадав про політ, який закінчив його льотну кар'єру. Про те, що передав свій парашут іншому пілоту та наказав йому стрибати, а сам він приземлився літаком, Тедді згадав, що він цього очікував і завжди знав що буде саме так.

## Відгуки та нагороди
Роман був позитивно оцінений критикою, в оглядах, що характеризували його як: «фантастика у кращому вигляді», «сліпуче читання», «сміливий, грайливий і захопливий», «ніжний, рухливий, їдкій, блискуче смішний», «доросла, вишукана казка, принаймні свого роду, з гуманним баченням людей у всьому їх складному блиску». Книжковий критик Maureen Corrigan написала «…Аткінсон написала роман, який займає своє місце серед потужних творів про молодих людей і війни…». Єдині помітні негативні відгуки полягали у зіставленні роману з книгою «Життя за життям». Рецензент «Los Angeles Times» Carolyn Kellogg казала: «На жаль, нова книга не відповідає обіцянкам свого попередника», посилаючись на непривабливих персонажів, розчарування післявоєнних британців та втрати Тедді в старості.

- У 2015 році роман «Руїни Бога» здобув премію «Costa Book Awards».
- Одна з найкращих книг 2015 року за відгуками TIME, NPR, Washington Post, The Chicago Tribune, The Christian Science Monitor, The Seattle Times, The Kansas City Star, Kirkus, Bookpage, Booksellers Hudson, AARP.

## Переклади українською
- Кейт Аткінсон. Руїни бога / пер. Ярослава Стріха. — К.: Наш Формат, 2018. — 416 с. — ISBN 978-617-7279-68-5.